# 홍시 (감)
홍시(紅枾, 문화어: 대봉감))는 생감의 떫은 맛이 자연적이거나 인위적인 방법으로 제거되어 단 맛이 강해지고 말랑말랑해진 감을 의미한다. 연시(軟枾) 또는 연감이라고도 하며, 연시는 물렁물렁하다고 연시라 부르고 홍시는 붉다고 하여 홍시라고 부른다.

## 원리
감이 홍시가 되는 원리는 이러하다. 감 속에는 디오스프린이라는 타닌 성분이 함유되어 있는데, 이 성분은 입 안에서 침과 섞여 녹아 떫은맛을 내게 한다. 이 떫은맛을 제거하는 것을 탈삽(脫澁)이라고 하는데, 이것은 수용성 타닌 성분을 불용성으로 변화시키는 원리를 이용한다. 자연적으로는 떫은맛이 사라지고 말랑말랑해져서 단맛이 들 때까지 저장해 두는 방법이 있고, 인위적으로는 온탕탈삽법, 알코올탈삽법, 가스탈삽법, 동결탈삽법 등이 있다. 또는 소금물이나 술에 담그는 방법도 있는데, 이를 침감 또는 침시라고 한다.

## 효능
홍시의 효능은 다양하다. 숙취해소를 돕는 것을 비롯해 심장과 폐의 기능을 강화한다. 소화기능과 면역력을 강화하는 데에도 기여한다. 홍시의 효능은 홍시 속에 있는 디오스프린이라는 탄닌 성분에서 비롯된다. 세포노화를 촉진하는 활성산소를 제거한다. 중성지방이나 콜레스테롤을 흡착해 몸 밖으로 배출시키며, 모세혈관을 튼튼하게 하고 위궤양 치료에도 도움을 준다. 또한 홍시는 칼로리가 낮아 다이어트에 도움을 주기도 하며 철분이 많이 함유되어 있어 빈혈에도 효과가 있다. 다만, 지나친 섭취는 주의해야 한다. 탄닌 성분을 과하게 섭취할 경우, 지방질과 작용해 변을 굳게 만들기 때문에 변비가 생길 수 있다. 변비를 예방하기 위해서는 감꼭지의 하얀 부분을 제거한 후 먹는 것이 좋다.

## 갤러리

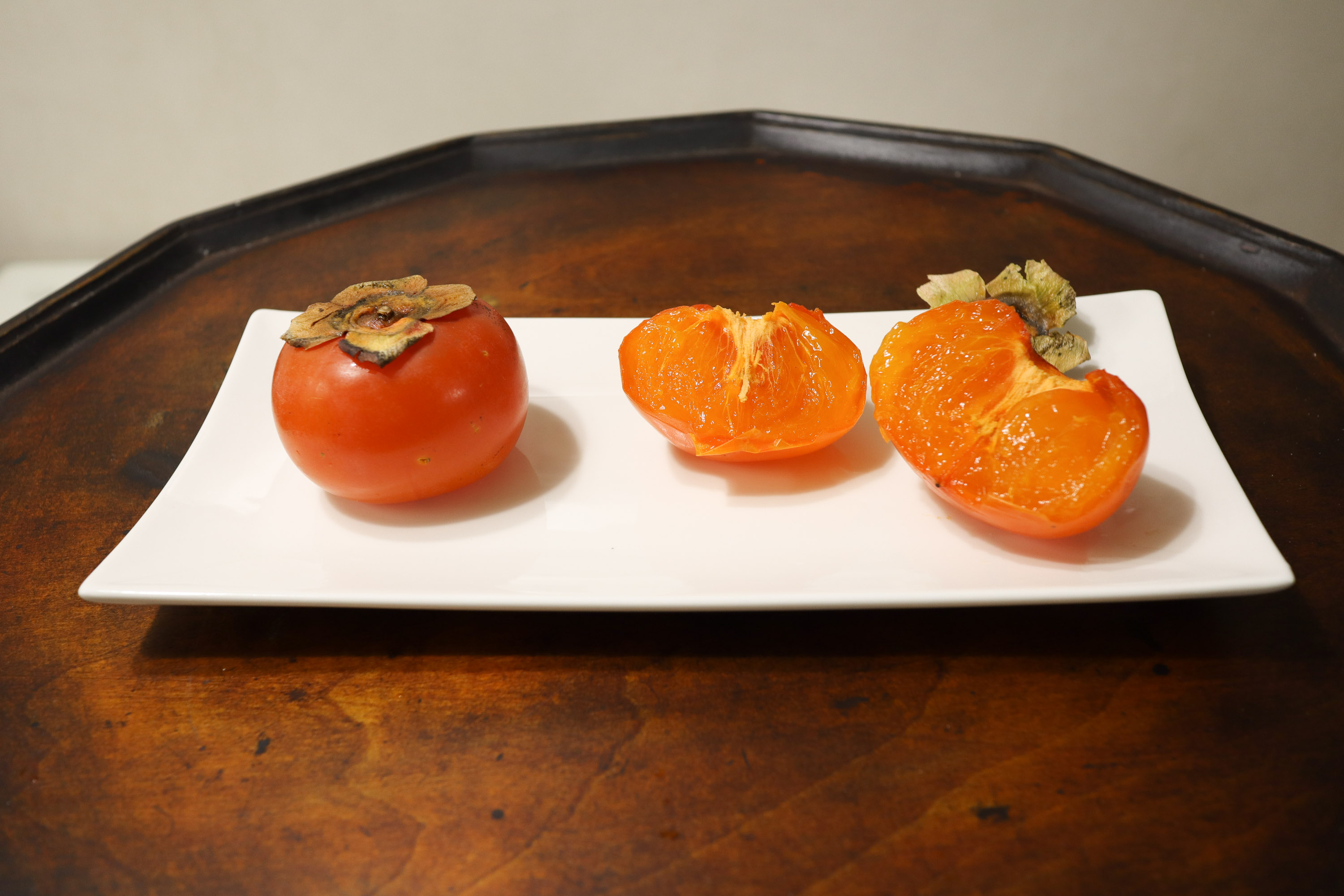
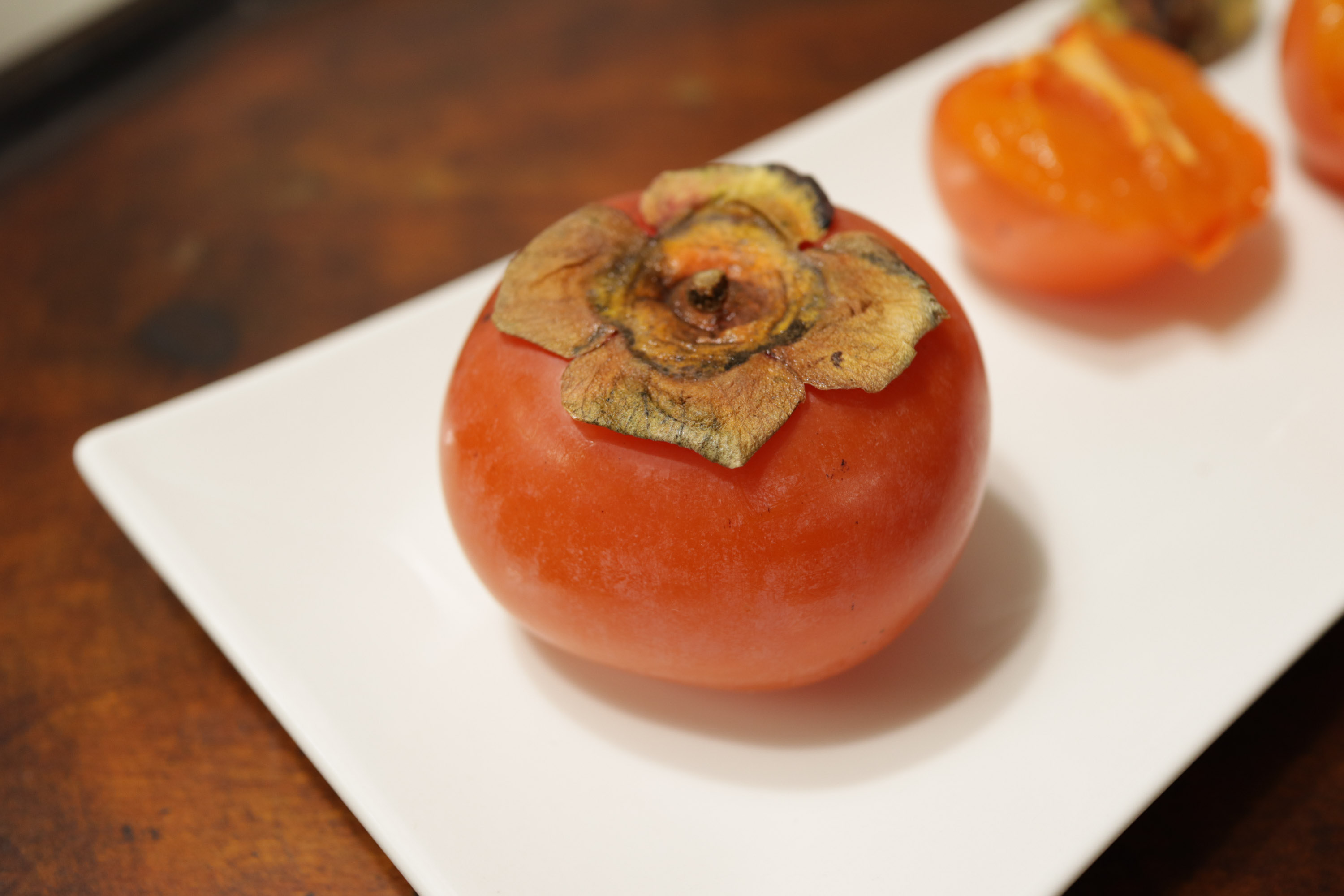
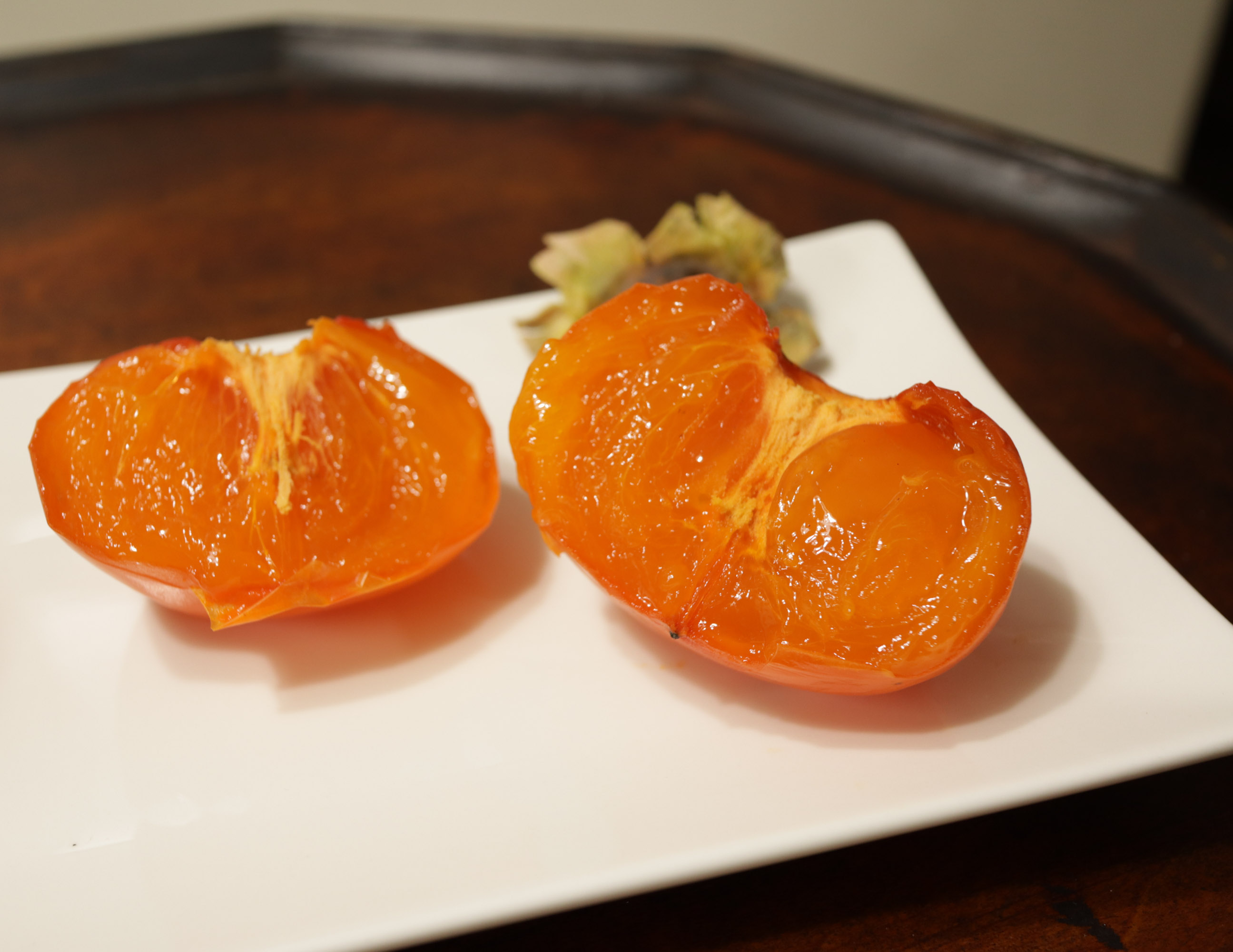